# (39676) 1996 DQ1
1996 دي كيو 1 (ويعرف أيضًا باسم (39676) 1996 دي كيو 1 وفق تسمية الكوكب الصغير) (بالإنجليزية: 1996 DQ1)‏ هو كويكب ضمن حزام الكويكبات؛ وترتيبه 39676 من حيث الاكتشاف.
اكتُشف هذا الجُرم الفلكي بواسطة Stephen P. Laurie ‏ في 20 فبراير 1996.

## وصلات خارجية
- (39676) 1996 DQ1 في قاعدة بيانات مختبر الدفع النفاث لأجرام النظام الشمسي الصغيرة

- الاكتشاف · مخطط المدار ·  العناصر المدارية · المعلمات المادية

- (39676) 1996 DQ1 على موقع ويكي سكاي: DSS2, SDSS, GALEX, IRAS, Hydrogen α, X-Ray, Astrophoto, Sky Map, Articles and images